# Point Comfort, Texas
Point Comfort là một thành phố thuộc quận Calhoun, tiểu bang Texas, Hoa Kỳ. Năm 2010, dân số của xã này là 737 người.

## Dân số
- Dân số năm 2000: 781 người.
- Dân số năm 2010: 737 người.